# Colphepeira
Colphepeira is een monotypisch geslacht van spinnen uit de  familie van de wielwebspinnen (Araneidae).

## Soort
- Colphepeira catawba Banks, 1911